# Phoradendron juniperinum
Phoradendron juniperinum är en sandelträdsväxtart som beskrevs av Georg George Engelmann och Asa Gray. Phoradendron juniperinum ingår i släktet Phoradendron och familjen sandelträdsväxter. Utöver nominatformen finns också underarten P. j. juniperinum.